# Homohinolinska kiselina
Homohinolinska kiselina (HQA) je potentan ekscitotoksin koji je konformaciono-ograničen analog N-metil-D-aspartata (NMDA) i parcijalni agonist glavnog/glutamatnog mesta vezivanja NMDA receptora, sa delimičnom selektivnošću za receptore koji sadrže NR2B podjedinicu. Ovaj ligand je približno ekvipotentan na NMDA i oko pet puta je potentniji od hinolinske kiseline kao agonist NMDA receptora. Isto tako je utvrđeno da se HQA vezuje za novo mesto vezivanja, koje još nije okarakterisano, koje se razlikuje od NMDA receptora po dejstvu 2-karboksi-3-karboksimetilhinolina (CCMQ), selektivnog liganda tog mesta.